# Naparinsaari
Naparinsaari är en ö i sjön Iisvesi, Virmasvesi och Rasvanki i Finland. Den ligger i kommunen Tervo i landskapet Norra Savolax i den centrala delen av landet, 300 km norr om huvudstaden Helsingfors. Öns area är 1,3 hektar och dess största längd är 160 meter i nord-sydlig riktning.